# Shanice van de Sanden
Shanice Janice van de Sanden, née le 2 octobre 1992 à Utrecht aux Pays-Bas, est une footballeuse internationale néerlandaise jouant au poste d'attaquante à Toluca.

## Carrière

### En club
Avant de rejoindre le championnat de France en 2017, elle joue pour Utrecht, Heerenveen, FC Twente en Eredivisie et Liverpool dans la Women's Super League,.
Le 24 mai 2018, elle se montre décisive dans les rangs de l'Olympique lyonnais en délivrant trois passes décisives lors de la finale de la Ligue des champions remportée 4-1 en prolongations face à Wolfsburg.
Le 18 mai 2019, elle récidive en délivrant deux passes décisives lors de la finale de la Ligue des champions contre le FC Barcelone.
Le 21 septembre 2020, elle signe pour deux ans à Wolfsburg. Cantonnée à un rôle de joker de luxe, Shanice Van de Sanden n'a jamais réussi à s'imposer en tant que titulaire indiscutable au cours de ses trois saisons à Lyon, qu'elle quitte en laissant un bon souvenir, celui d'une joueuse exemplaire et souriante.
Le 16 juillet 2022, après deux saisons au Vfl Wolfsburg, elle annonce sur Instagram son retour au FC Liverpool.
En 2025, elle rejoint le Deportivo Toluca en Liga MX Femenil, où elle retrouve ses anciennes coéquipières lyonnaises Amandine Henry et Eugénie Le Sommer.

### En sélection nationale
Elle honore sa première sélection en équipe nationale des Pays-Bas le 14 décembre 2008 contre la France. Elle participe ensuite avec l'équipe nationale à l'Euro 2009 puis à la Coupe du monde 2015.
Avec sa sélection, elle remporte l'Euro féminin 2017 organisé aux Pays-Bas. Elle s'illustre à cette occasion en marquant le premier but de la compétition lors du match d'ouverture entre les Pays-Bas et la Norvège.
En 2019, la sélectionneur des Pays-Bas Sarina Wiegman lui renouvelle sa confiance en l'appelant dans la liste des 23 joueuses pour disputer la Coupe du monde 2019 en France. Lors du deuxième match de poule contre le Cameroun, elle s'illustre en offrant une passe décisive à Vivianne Miedema, permettant aux Pays-Bas de s'imposer 3-1.
Elle n'est pas retenue dans le groupe des Pays-Bas pour participer à l'Euro 2022 en Angleterre.

#### Buts internationaux
| 1er   | 12 mars 2009             | Nicosie, Chypre          | Afrique du Sud           | 4-0                      | V 5-0                    | Cyprus Cup 2009                                                                |                          |                          |                          |
| 2e    | 13 juillet 2009          | Amsterdam, Pays-Bas      | Afrique du Sud           | 3-2                      | V 3-2                    | Four Nations Cup                                                               |                          |                          |                          |
| 3e    | 20 mai 2015              | Rotterdam, Pays-Bas      | Estonie                  | 5-0                      | V 7-0                    | Match amical                                                                   |                          |                          |                          |
| 4e    | 22 janvier 2016          | Belek, Turquie           | Danemark                 | 2-0                      | V 2-0                    | Match amical                                                                   |                          |                          |                          |
| 5e    | 2 mars 2016              | La Haye, Pays-Bas        | Suisse                   | 4-1                      | V 4-3                    | Éliminatoires du tournoi féminin de football des Jeux olympiques d'été de 2016 |                          |                          |                          |
| 6e    | 7 avril 2016             | Velsen-Zuid, Pays-Bas    | Nouvelle-Zélande         | 1-0                      | V 2-0                    | Match amical                                                                   |                          |                          |                          |
| 7e    | 7 avril 2016             | Velsen-Zuid, Pays-Bas    | Nouvelle-Zélande         | 2-0                      | V 2-0                    | Match amical                                                                   |                          |                          |                          |
| 8e    | 17 septembre 2016        | Atlanta, États-Unis      | États-Unis               | 1-0                      | D 1-3                    | Match amical                                                                   |                          |                          |                          |
| 9e    | 20 octobre 2016          | Livingston, Écosse       | Écosse                   | 6-0                      | V 7-0                    | Match amical                                                                   |                          |                          |                          |
| 10e   | 16 juillet 2017          | Utrecht, Pays-Bas        | Norvège                  | 1-0                      | V 1-0                    | Euro féminin 2017                                                              |                          |                          |                          |
| Total | 10 buts en 46 sélections | 10 buts en 46 sélections | 10 buts en 46 sélections | 10 buts en 46 sélections | 10 buts en 46 sélections | 10 buts en 46 sélections                                                       | 10 buts en 46 sélections | 10 buts en 46 sélections | 10 buts en 46 sélections |

## Palmarès

### En sélection nationale
- Équipe des Pays-Bas
  - Vainqueur du Championnat d'Europe : 2017 
  - Vainqueur de l'Algarve Cup : 2018
  - Finaliste de la Coupe du monde : 2019

### En club
- FC Utrecht

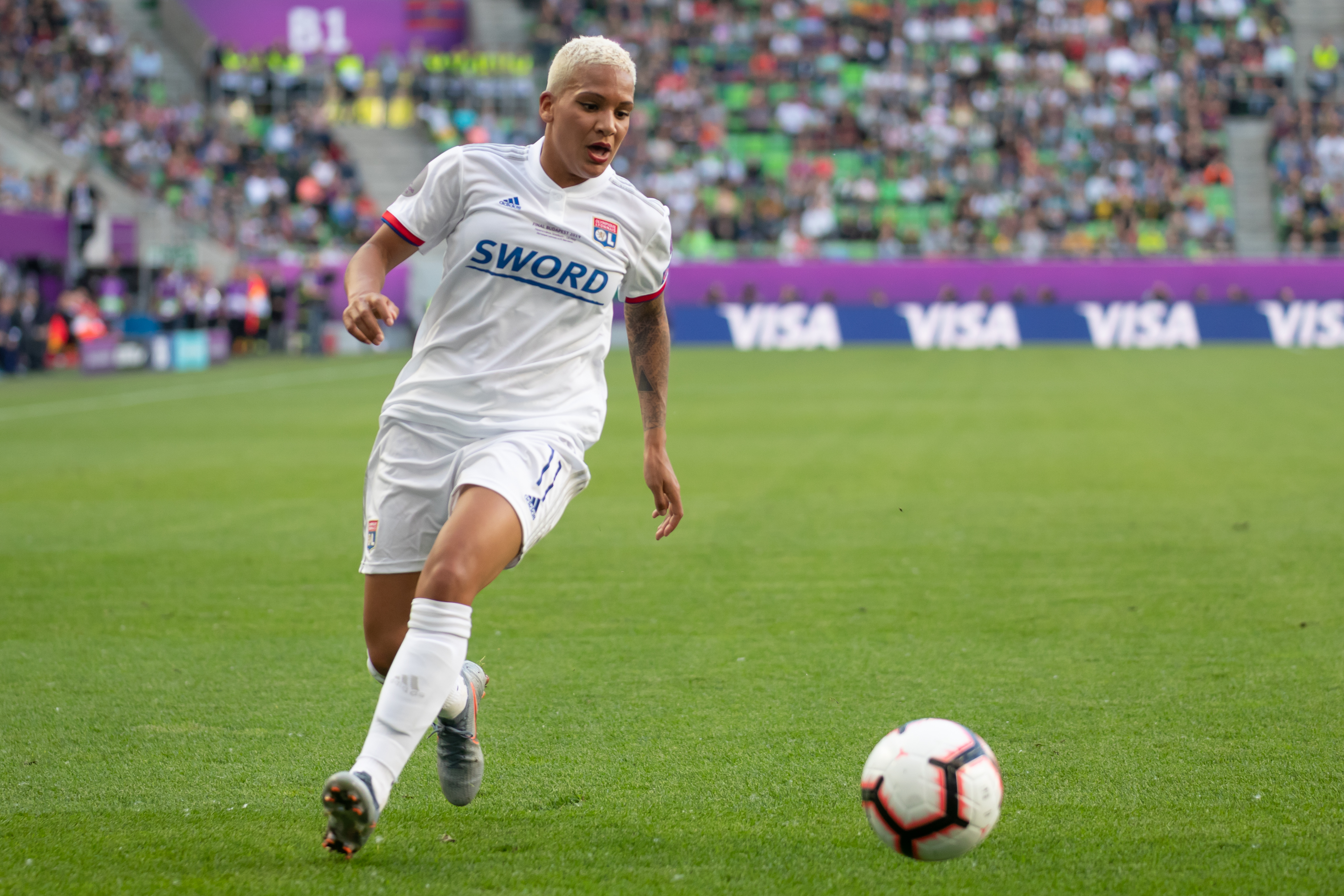
Shanice van de Sanden avec l'Olympique lyonnais lors de la finale de la Ligue des champions 2019.

  - Vainqueur de la coupe des Pays-Bas : 2009

- FC Twente
  - Vainqueur du championnat de Belgique et des Pays-Bas : 2013 et 2014
  - Vainqueur du championnat des Pays-Bas : 2016
  - Vainqueur de la coupe des Pays-Bas : 2015

- Olympique lyonnais
  - Vainqueur du championnat de France : 2018 , 2019 et 2020
  - Vainqueur de la Coupe de France : 2019 et 2020
  - Vainqueur de la Ligue des champions : 2018 , 2019 et 2020
  - Finaliste de la Coupe de France : 2018
- VfL Wolfsburg
- Championne d'Allemagne
  - Champion : 2022
  - Vainqueur de la Coupe d'Allemagne : 2021 et 2022

### Distinctions individuelles
- 10e au prix UEFA de la Meilleure joueuse d'Europe en 2017
- 10e au prix UEFA de la Meilleure joueuse d'Europe en 2018